# NGC 5643
NGC 5643 este o galaxie seyfert de tip 2⁠(d) situată în constelația Lupul. A fost descoperită în 1 iunie 1834 de către John Herschel. Se află la o distanță de 16,9 megaparseci de Pământ.